# Asaphes hirsutus
Asaphes hirsutus är en stekelart som beskrevs av Gibson och Vikberg 1998. Asaphes hirsutus ingår i släktet Asaphes och familjen puppglanssteklar.
Artens utbredningsområde är:
- Österrike.
- Tjeckien.
- Finland.
- Grönland.
- Italien.
- Norge.
- Sverige.

Arten är reproducerande i Sverige. Inga underarter finns listade.